# Oise
Oise (60; pronunciado /waz(ə)/) es un departamento francés situado en la región de Alta Francia. Sus habitantes se denominan en francés isariens u oisiens. Debe su nombre al río Oise, que lo atraviesa.

## Geografía

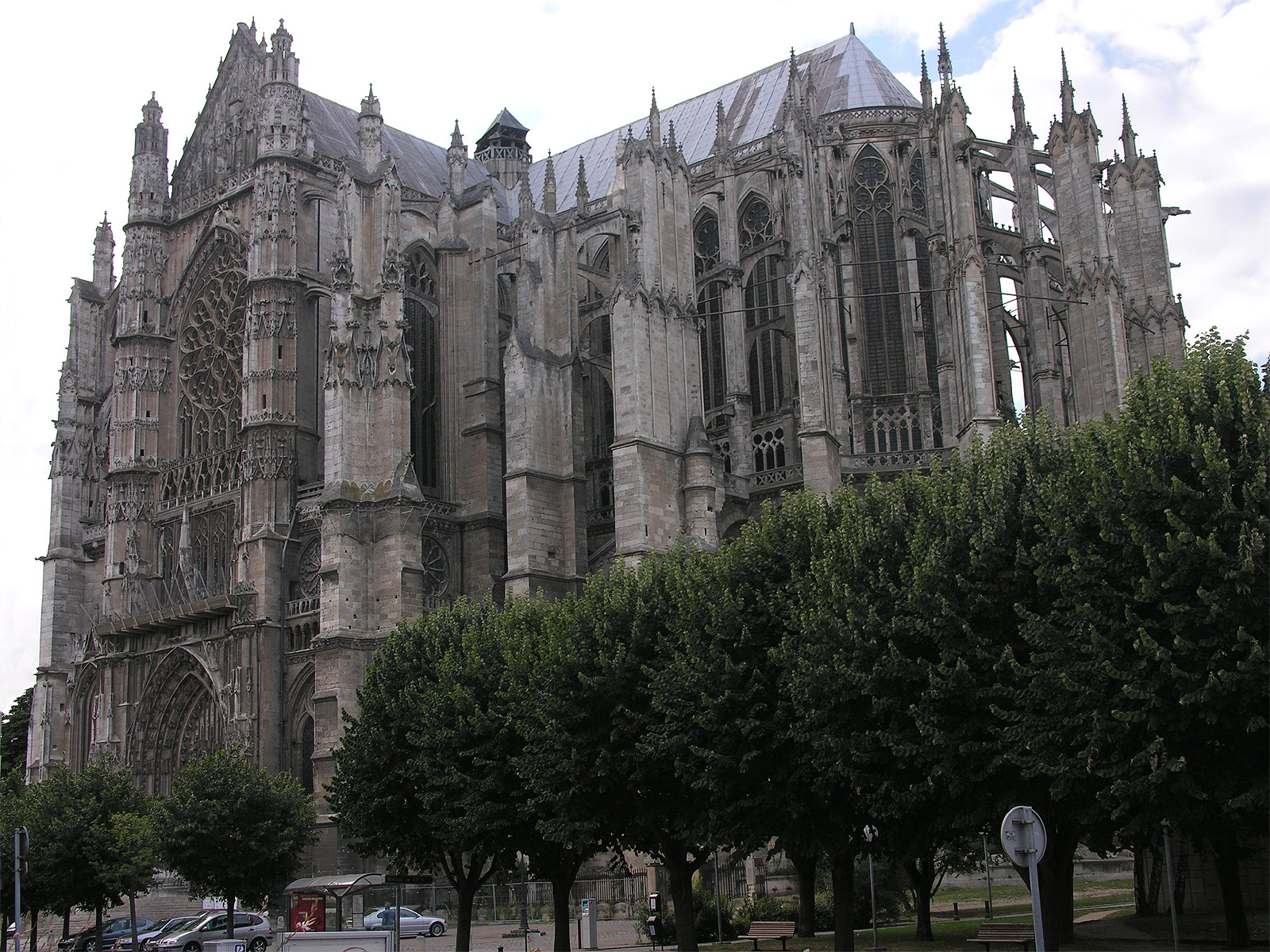
Catedral de Saint-Pierre de Beauvais.

Limita al norte con Somme, al este con Aisne, al sur con Sena y Marne y Valle del Oise, y al oeste con Eure y Sena Marítimo.
Las principales ciudades, aparte de la capital Beauvais, son Clermont, Compiègne, Senlis, Creil, Chantilly, Noyon, Méru y Crépy-en-Valois.

## Historia
El departamento de Oise fue uno de los 83 creados durante la Revolución francesa, el 4 de marzo de 1790, en aplicación de la ley del 22 de diciembre de 1789, a partir de la antigua provincia de Île-de-France.

## Demografía
| 1801    | 1831    | 1841    | 1851    | 1856    | 1861    | 1866    |
| ------- | ------- | ------- | ------- | ------- | ------- | ------- |
| 350.854 | 397.725 | 398.868 | 403.857 | 396.085 | 401.417 | 401.274 |
| 396.804 | 401.618 | 404.555 | 403.146 | 401.835 | 404.511 | 407.808 |
| 1906    | 1911    | 1921    | 1926    | 1931    | 1936    | 1946    |
| 410.049 | 411.028 | 387.760 | 405.971 | 407.432 | 402.569 | 396.724 |
| 1954    | 1962    | 1968    | 1975    | 1982    | 1990    | 1999    |
| 435.308 | 481.289 | 540.988 | 606.320 | 661.781 | 725.603 | 766.441 |

Las principales ciudades son (datos del censo de 1999):
- Creil: 30.675 habitantes, 97.455 en la aglomeración
- Compiègne: 41.254 habitantes, 69.903 en la aglomeración
- Beauvais: 55.392 habitantes, 59.003 en la aglomeración

## Turismo
El mayor atractivo turístico del departamento de Oise es el Parc Astérix, abierto en 1989. Otro importante atractivo es la Catedral de San Pedro de Beauvais y el Castillo de Pierrefonds, restaurado por Viollet-le-Duc.